# NGC 5006
NGC 5006 ist eine Ring- und linsenförmige Galaxie vom Hubble-Typ SB0 im Sternbild Jungfrau auf der Ekliptik. Sie ist schätzungsweise 117 Millionen Lichtjahre von der Milchstraße entfernt und hat einen Durchmesser von etwa 75.000 Lj.
Im selben Himmelsareal befinden sich u. a. die Galaxien NGC 5018 und NGC 5022.
Das Objekt wurde am 31. März 1881 vom deutschen Astronomen Ernst Wilhelm Leberecht Tempel entdeckt.